# Landschaftsschutzgebiet Bemberg

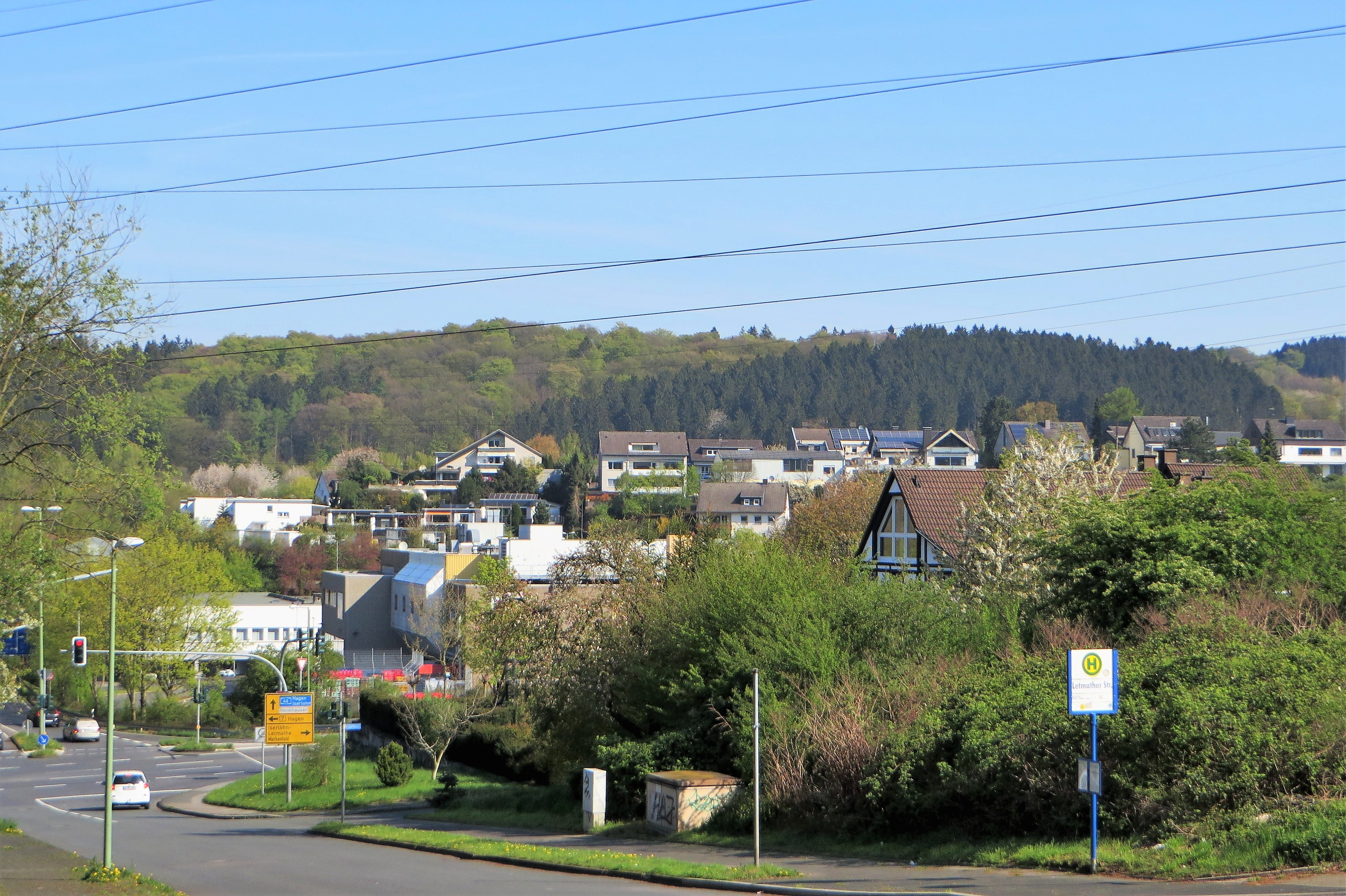
Landschaftsschutzgebiet Bemberg im Hintergrund

Das Landschaftsschutzgebiet Bemberg mit einer Flächengröße von 145,81 ha befindet sich auf dem Gebiet der kreisfreien Stadt Hagen, Stadtteil Hohenlimburg, Ortsteil Elsey in Nordrhein-Westfalen. Das Landschaftsschutzgebiet (LSG) wurde 1994 mit dem Landschaftsplan der Stadt Hagen vom Stadtrat von Hagen ausgewiesen. Das LSG besteht aus fünf Teilflächen.

## Beschreibung
Das LSG grenzt im Norden direkt an die Landschaftsschutzgebiet Berchumer Heide, Reher Heide. Im Südwesten und Süden grenzen bebaute Bereichen von Henkhausen an. Es geht im Osten bis zur Stadtgrenze nach Iserlohn im Märkischen Kreis (MK). Die Flächen im MK gehören zum Landschaftsschutzgebiet Iserlohn Typ A. Das Naturschutzgebiet Henkhauser- und Hasselbachtal liegt mitten im LSG. Zwei Teilflächen des LSG werden vom Naturschutzgebiet umschlossen. Im LSG befinden sich überwiegend Waldbereiche, aber auch landwirtschaftlich genutzte Flächen mit Äckern und Grünland.

## Schutzzweck
Laut Landschaftsplan erfolgte die Ausweisung „zur Erhaltung und Wiederherstellung der Leistungsfähigkeit des Naturhaushaltes, insbesondere durch Sicherung und Entwicklung naturnaher Lebensräume durch einen ökologischen Waldbau; wegen der Vielfalt, Eigenart und Schönheit des Waldgebietes rund um das Naturschutzgebiet ‚Henkhauser-/ Hasselbachtal‘, insbesondere des das Landschaftsbild prägenden Bembergs und  wegen der besonderen Bedeutung des Gebietes als Erholungsgebiet, insbesondere auch für die stille Erholung durch das Erleben naturnaher Lebensräume“.